# Borgo San Giacomo
Borgo San Giacomo é uma comuna italiana da região da Lombardia, província de Bréscia, com cerca de 4.606 habitantes. Estende-se por uma área de 29 km², tendo uma densidade populacional de 159 hab/km². Faz fronteira com Azzanello (CR), Castelvisconti (CR), Orzinuovi, Quinzano d'Oglio, San Paolo, Verolanuova, Verolavecchia, Villachiara.

## Demografia
| Variação demográfica do município entre 1861 e 2011                               |
|                                                                                   |
| Fonte: Istituto Nazionale di Statistica (ISTAT) - Elaboração gráfica da Wikipedia |